# 틴나 띤
틴나 띤(Tinna Tình, 1982년 ~ )은 체코의 베트남계 가수이다. 베트남인 아버지와 체코인 어머니 사이에서 태어났으며 체코 국립 음악원을 졸업했다. 영어, 프랑스어, 체코어, 베트남어를 구사한다.